# Builbrood
Builbrood is brood dat bereid is uit tarwemeel dat gedeeltelijk gezeefd of gebuild is. De term wordt vooral in de EKO-branche gebruikt.

## Meel voor builbrood
Als graan gemalen wordt in een korenmolen, ontstaat volkorenmeel. Na het malen wordt het meel doorgaans gezeefd via een zeefsysteem dat bestaat uit fijne en grovere zeven, de zogenaamde buil. Er zijn in Nederland verschillende vormen zeven of builen. Bij de meest grove zeving van het meel blijven alleen de zemelen over, vervolgens het griesmeel, dan  de grauwe bloem en uiteindelijk het fijnste witte bloem, soms 'patent'-bloem genoemd. De term buil komt uit vroeger tijden toen gemalen meel in een zak (buil) werd gedaan en vervolgens op een zodanige manier werd geschud dat het fijnste meel erdoor kwam. Het meel werd door de zak gezeefd, oftewel 'gebuild'.
Builbrood wordt uit grof gezeefd meel gemaakt.